# Valle de la Fuenfría
El valle de la Fuenfría está situado en la zona central de la sierra de Guadarrama, en su vertiente sur. Se ubica en el término municipal de Cercedilla, en la Comunidad de Madrid (España).

## Descripción

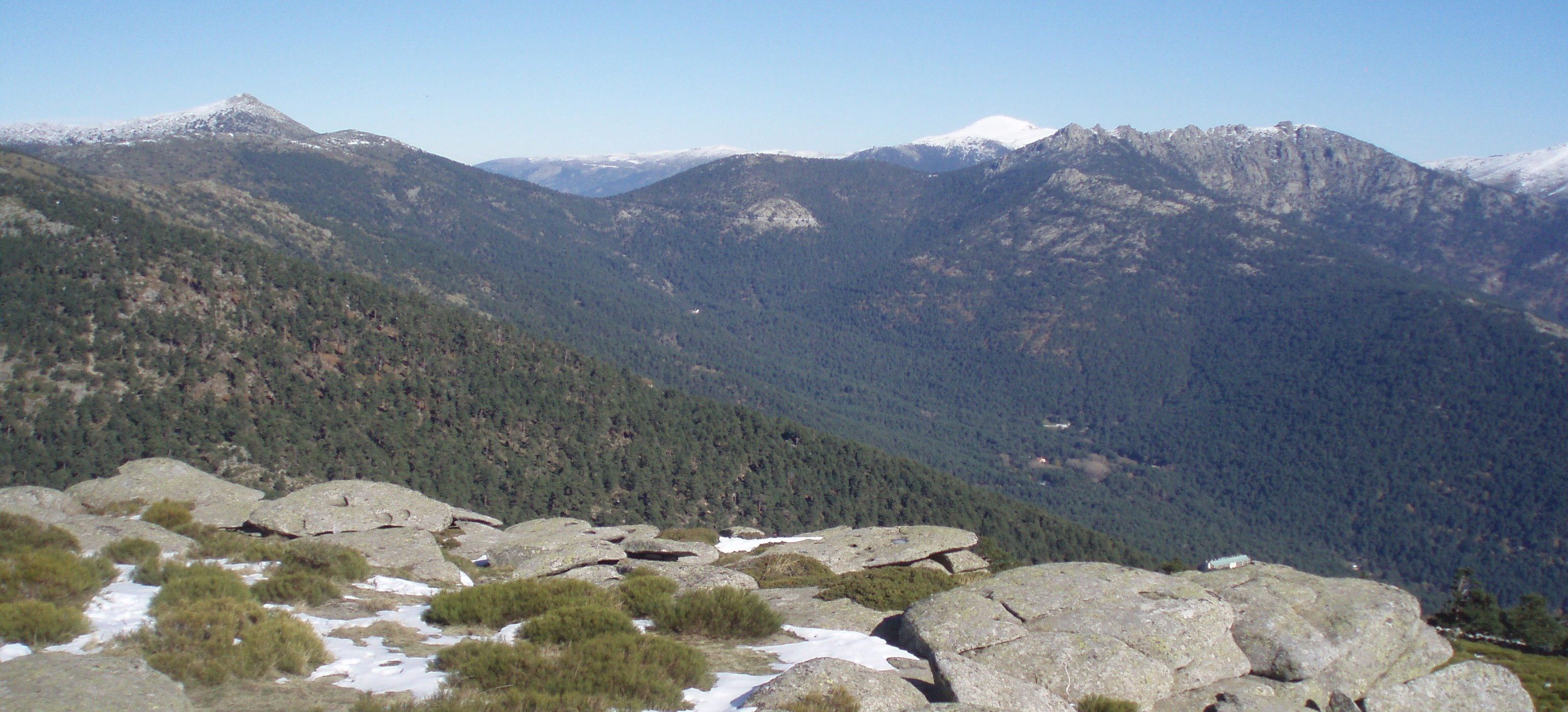
Vista general del valle de la Fuenfría desde la cima de La Peñota.

Forma parte de la sierra de Guadarrama, formación montañosa perteneciente al sistema Central. Este valle está orientado de norte a sur y la vertiente de sus aguas está orientada al sur. Tiene una longitud aproximada de 6 km y una anchura media de 2,5 km. La zona más baja del valle está a 1200 metros y los picos superan los 2000 metros de altitud.
Ordenadas de sur a norte, las montañas pertenecientes a la ladera oeste del valle son las siguientes: La Peñota (1945 m), Peña del Águila (2011 m), Peña Bercial (2002 m) y Cerro Minguete (2026 m). En el extremo norte del valle está el puerto de la Fuenfría (1793 m), situado en el límite entre las provincias de Madrid y Segovia. Por ese paso de montaña pasa la calzada romana de la Fuenfría, construida en el siglo Siglo I d. C. En la ladera este del valle están el Cerro Ventoso (1949 m), el Pico Majalasna (1933 m) y el pico más occidental de los de la cresta principal de Siete Picos (2138 m).
Por el valle de la Fuenfría transcurren numerosos arroyos, pero el principal es el arroyo de la Venta, al que atraviesan tres puentes romanos.
La vegetación en este paraje es muy abundante y el bosque de pino silvestre cubre la práctica totalidad de la superficie del valle. Existen árboles de hoja caduca en las riberas del arroyo de la Venta, junto con zonas de matorral de alta montaña por encima de los 2000 metros y roquedales a esa misma altitud. 

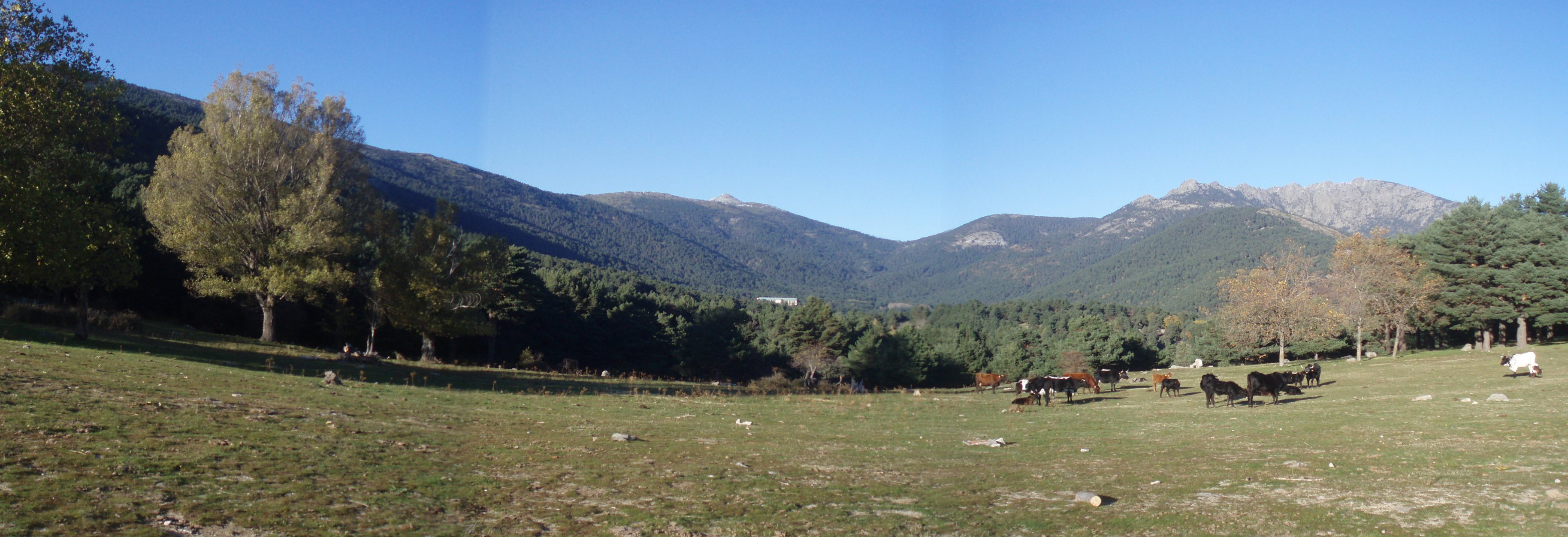
Vista panorámica del valle desde el sur.

En el límite sur del valle está el municipio de Cercedilla, un centro turístico muy transitado por montañeros y turistas. En este pueblo hay bastantes hoteles, albergues y restaurantes y, además, cuenta con una estación de tren en la que sale la línea C-9 de Cercanías Madrid, la cual llega al puerto de Navacerrada y al puerto de Cotos.

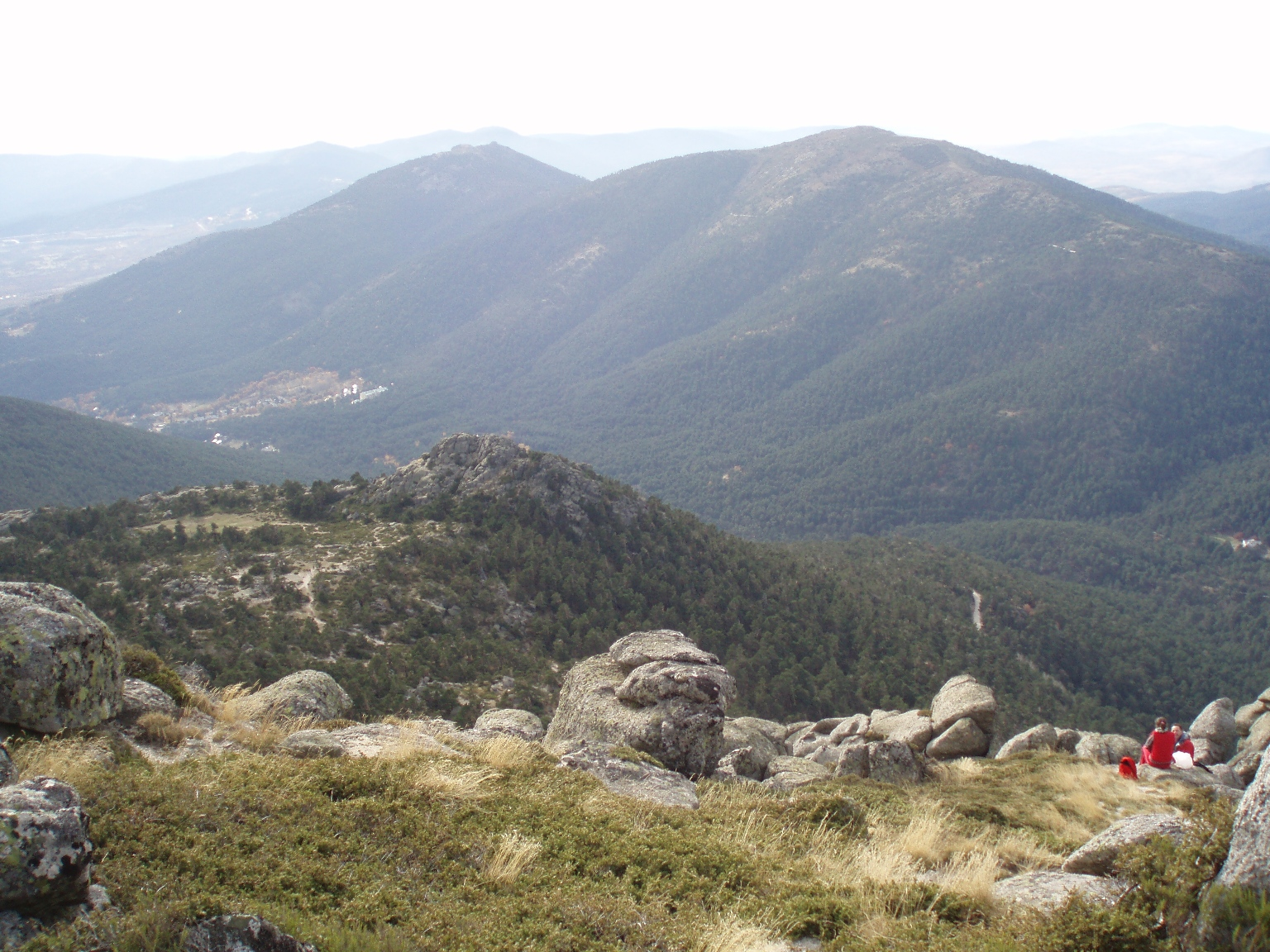
El Valle de la Fuenfría visto desde Siete Picos.

La gran afluencia de turistas y montañeros ha hecho necesaria la construcción, en el fondo de este valle, de información turística y medioambiental y dos áreas recreativas. En ellas hay aparcamientos, restaurantes, merenderos, senderos que recorren el valle y piscinas naturales construidas sobre el arroyo de la Venta. La mayor área recreativa de la zona corresponde a las Dehesas de Cercedilla, desde la que sale la calzada romana que recorre el valle y atraviesa el puerto de la Fuenfría. Desde este lugar sale la Carretera de la República, una pista forestal famosa por sus miradores que lleva al puerto de la Fuenfría. En el arroyo de la Navazuela está la Ducha de los Alemanes, una cascada muy visitada por su belleza.